# Packard Mayfair
Der Packard Mayfair war ein Hardtop-Coupé, das die Packard Motor Car Company in Detroit in den Modelljahren 1951, 1952 und 1953 als Bestandteil der Baureihe 250 fertigte. Die technischen Angaben sind identisch mit dem Convertible (Cabriolet) des jeweiligen Jahrgangs.

## Modellgeschichte
Am 24. August 1950 stellte Packard mit seiner 24. Serie genannten Modell-Palette seine neuste Generation für das Modelljahr 1951 vor. Sie war unter Chef-Ingenieur William H. Graves und Chef-Designer John Reinhart entwickelt worden und bestand aus den Baureihen 200, 200 Deluxe, 250, 300 und Patrician 400. Zur Verfügung standen Fahrgestelle mit zwei Radständen: 3.099 mm (122 in.) für 200, 200 Deluxe und 250 und 3.226 mm (127 in.) für 300 und Patrician 400, wobei letztere nur als viertürige Limousinen, bei Packard Touring Sedan genannt, erhältlich waren. Packard nannte das neue, erstmals seit Jahren konkurrenzfähige Design contour styling.

## 1951
Die Baureihe 250 bestand ursprünglich aus einem zweitürigen Hardtop (von Packard als Sports Coupé bezeichnet), dem kurz darauf ein schlicht Convertible genanntes Cabriolet folgte. Die beiden Varianten teilten das Fahrgestells des 200, das zusätzlich versteift war um das Fehlen einer mittragenden B-Säule zu kompensieren. Kurz nach Markteinführung schob Packard die Zusatzbezeichnung Mayfair für das Hardtop nach.
Während, wie erwähnt, Fahrgestell und Karosserie vom 200 abgeleitet waren basierte die Technik auf dem des 4-türigen Modells 300. Auch der Ausstattungsstandard wurde zunehmend vergleichbar. Ganz frühe 250 Hardtops und analog Convertibles wiesen äußerliche Kennzeichen der Serien 200 und 200 Deluxe auf, so die Kühlermaske ohne die senkrechten "Zähne" der teureren Modelle. Ebenso gab es für die frühen Modelle keinerlei Chromzier auf den hinteren Kotflügeln.
Diese anfangs logisch erscheinende Zuteilung der sportlicheren Coupés und Cabriolets zur kleinen Baureihe – daher wohl auch die Serienbezeichnung 250 – erwies sich zunehmend als ungünstig. Der Markt verlangte auch für solche Varianten einen luxuriöseren Auftritt. Deshalb erhielten Mayfair und Convertible schon sehr früh im Modelljahr den anderen Kühlergrill sowie je vier Zierelemente auf dem hinteren Kotflügel, wegen ihrer Form scherzhaft auch „Flaschenöffner“ genannt. Bereits auf dem Packard-Stand der Chicago Auto Show im Februar 1951 waren die 250er im neuen Trim ausgestellt. Weil die Mittel für entsprechende Modelle auf dem größeren Fahrgestell fehlten trug Packard der Marktsituation durch allmähliche Aufwertung der 250er Baureihe Rechnung.
Packard behielt den traditionellen Reihenachtzylindermotor aus eigener Produktion bei und verwendete für ihn zunehmend die Bezeichnung "Thunderbolt", ab 1953 auch auf dem Zylinderkopf. Das mittlerweile recht betagte Triebwerk mit seitlich stehenden Ventilen stammte aus den 1930er Jahren und war in zwei Hubraumgrößen verfügbar. Das kleinere mit 4.721 cm³ oder 288 c.i. Hubraum und mechanischen Stößeln blieb dem 200 und 200 Deluxe vorbehalten. Vom größeren mit einem Hubraum von 5.359 cm³ (327 c.i.) (Bohrung × Hub = 88,9 mm × 107,95 mm) und hydraulischen Stößeln gab es je eine Version mit fünffach respektive siebenfach gelagerter Kurbelwelle. Der erhöhte Konstruktionsaufwand wurde nicht zur Leistungssteigerung genutzt, sondern um einen ohnehin laufruhigen Motor noch leiser zu machen. Er war dem Patrician 400 vorbehalten. Das Marketing begann die Bezeichnung "Thunderbolt" für diese Motoren zu verwenden.
250 samt Mayfair und 300 war das 5,3-Liter-Aggregat mit fünffach gelagerter Kurbelwelle vorbehalten. Es leistete 150 bhp (112 kW) resp. 155 bhp (116 kW) mit der wahlweise erhältlichen höheren Verdichtung von (7,8:1 statt 7,0:1). Standardmäßig war ein Dreigang-Schaltgetriebe mit Synchronisierung der beiden oberen Gänge verbaut. Optional standen Overdrive oder das neue, im Hause entwickelte Automatikgetriebe Ultramatic zur Verfügung. Wem der vorhandene, nicht gerade zurückhaltende, Chromschmuck nicht ausreichte der konnte für die Modelle 200, 200 Deluxe, 250 und 300 einen Chromaufsatz für die hinteren Kotflügel bestellen, welcher wie kleine Heckflossen wirkte. Eine zu dieser Zeit eher ungewöhnliche Option für alle geschlossenen Modelle war ein einzelner Scheibenwischer für die Heckscheibe.
Mit 1.588 Mayfair und 2.572 Convertibles blieben die Verkäufe deutlich hinter den Erwartungen zurück.

## 1952
Die 25. Serie startete am 14. November 1952 mit minimalen Änderungen: Auf der Motorhaube ersetzte ein Wappen den Markenschriftzug in Blockbuchstaben und die Kormoran-Kühlerfigur auf 250, 300 und Patrician 400 ließ die Flügel gegenüber der 24. Serie etwas hängen. Mayfair und Convertible hatten nun noch drei statt 4 Zierelemente an der hinteren Flanke. Die Türschlösser wurden überarbeitet und doppelt so viel Dämmmaterial wie im Vorjahr eingebaut. Der Innenraum wurde neu gestaltet unter Beizug der Mode-Beraterin Dorothy Draper. Für 45 US$ gab es erstmals getönte Scheiben, genannt Solex sun shade. Der Farbton war grün, wobei die Frontscheibe oben dunkler war und nach unten stufenlos heller wurde.
An den Motoren wurde wenig geändert. Der 5,3 Liter konnte nun auch als Extra zu 45 US$ für 200 und 200 Deluxe bestellt werden. Auch Overdrive und Ultramatic kosteten Aufpreis: 102 US$ und 189 US$. Damit war diese hauseigene Automatik nicht nur die einzige die ein (von den großen US-Herstellern) unabhängiger Autobauer anbot, sie gehörte auch zu den günstigsten auf dem Markt. Einzig Oldsmobile verlangte etwas weniger für seine Version der Hydramatic und jene von Mercury war praktisch gleich teuer. Die größte technische Neuerung war aber zweifellos die Einführung von Servobremsen. Bei Packard hießen sie Easamatic und waren wie die Ultramatic serienmäßig im Patrician 400. Für alle anderen Modelle kosteten sie 39 US$ extra. Bendix Aviation Corporation hatte das System unter der Bezeichnung TreadleVac entwickelt, die Adaption erfolgte gemeinsam mit Packard. Bis Ende der 1950er Jahre wurde es von verschiedenen Herstellern vor allem in Personenwagen eingesetzt. Packard setzte TreadleVac mindestens bis 1956 ein. Typisch für den Kundendienst der Marke war es, für Kunden mit einem Packard der 24. Serie ein Nachrüst-Set für die Servobremsen anzubieten.

## 1953

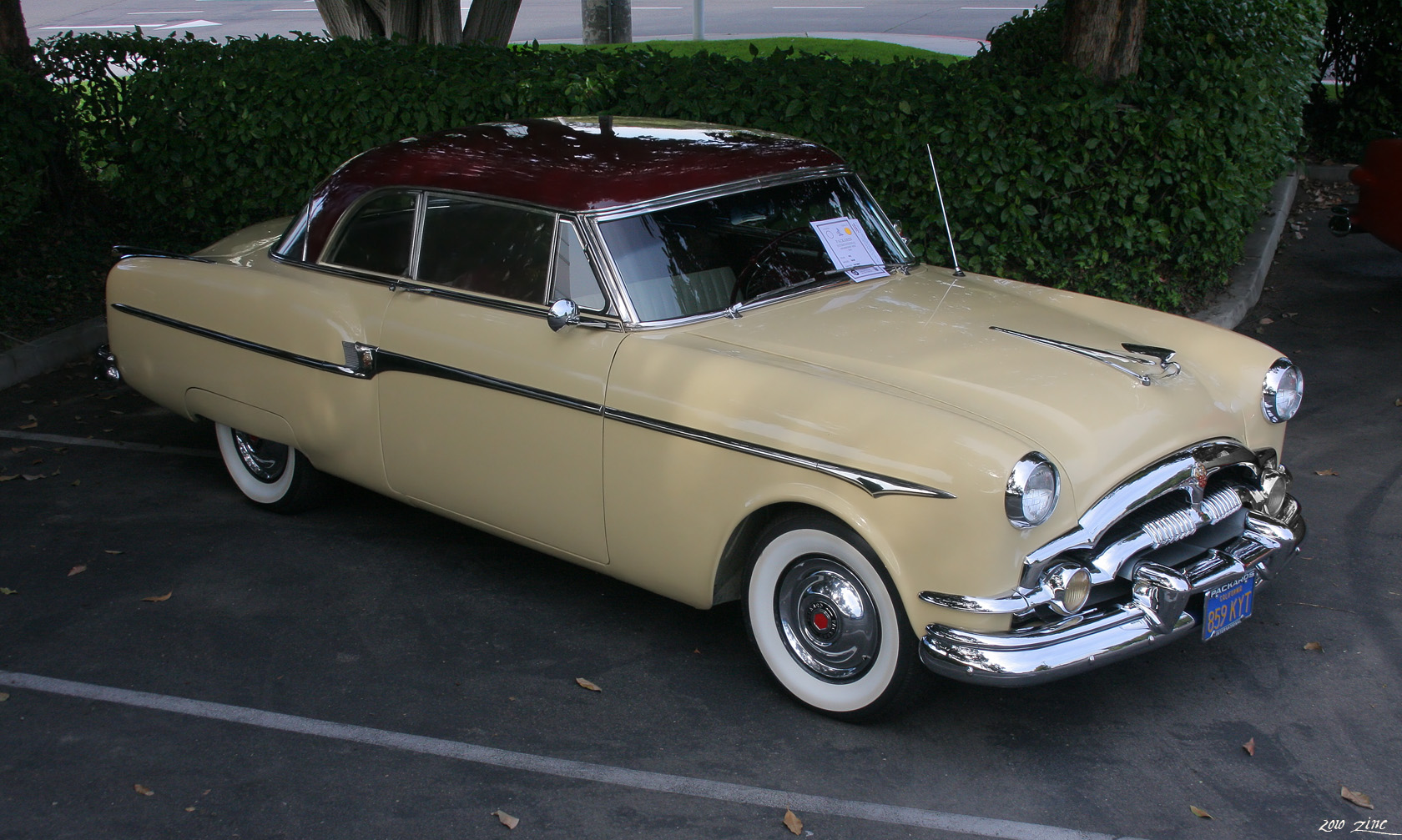
Packard Mayfair Mayfair Hardtop (1953) in Matador Maroon Metallic & Topeka Tan; Modell 2631–2677

Die 26. Serie, eingeführt am 21. November 1951, brachte deutlich mehr Änderungen. An den Fahrzeugen gab es ein leichtes Facelift (das erste des neuen Chefdesigners Richard A. Teague). Die Frontmaske wirkte deutlich moderner mit einem "Querbalken" über die ganze Breite. Außerdem wurde der Chrom an der Flanke aufgefrischt. Werbeunterlagen und früh ausgelieferte Exemplare zeigen die drei "Büchsenöffner" genannten Chromzierteile auf dem hinteren Kotflügel; diese wurden früh im Modelljahr weggelassen.
Außerdem gab es neue Rückleuchten (wiederum unterschiedlich für die großen Modelle) und neue Bezeichnungen. Die preiswertesten Modelle hießen Clipper und Clipper Deluxe, aus dem 300 wurde der Cavalier und der Patrician verlor die Zusatzbezeichnung "400". Für Mayfair und Convertible änderte sich nicht. Technisch identisch aber wegen der Luxusausstattung wesentlich teurer war das neue Caribbean Cabriolet.
Die Motoren erhielten eine Leistungsspritze durch eine höhere Verdichtung und andere Vergaser-Anlagen. Mayfair, Convertible, Caribbean und Patrician leisteten nun 180 bhp (134 kW), letzterer immer noch mit dem Motor mit neunfach gelagerter Kurbelwelle. Clipper hatten den 4,7-Liter-Motor mit jetzt 150 PS (112 kW) und Clipper Deluxe eine Version des 5,3 Liters mit mechanischen Stößeln und 160 bhp (119 kW).
Gerade die "sportlichen" (für amerikanische Begriffe) Modelle von Packard litten zunehmend darunter, keinen V8-Motor anbieten zu können. Zwar reichte die Leistung – wie immer bei Packard – nominal aus, um mit der Konkurrenz mithalten zu können (der große Motor war sogar stärker als der moderne V8 des Erzrivalen Cadillac mit 165 bhp oder 123 kW). Die sanfte, unaufgeregte Charakteristik der großen Reihenmotoren fühlte sich aber alles andere als sportlich an.
Aus Gründen außerhalb des Einflussbereichs des Managements (z. B. dem unerwarteten Verlust des Karosserielieferanten Briggs Manufacturing Company ab 1955) fehlten die Mittel um die geplante, neue Modellreihe mit dem bereits fertig entwickelten, hauseigenen V8 in Serie zu geben. Stattdessen musste für 1954 noch einmal ein Facelift  genügen – mit erwartungsgemäß sehr schlechtem Verkaufsergebnis. Nachfolger des Mayfair wurde 1954 der Packard Pacific und in der Clipper-Baureihe gab es mit dem Super Panama erstmals ebenfalls ein Hardtop. Während der Cavalier mit 185 bhp (138 kW) vorliebnehmen musste teilten sich Patrician, Caribbean, Convertible und Pacific im letzten Produktionsjahr von Packard-Reihenmotoren den gigantischen, nun auf 5884 cm³ (359 c.i.) vergrößerten Achtzylinder mit neunfach gelagerter Kurbelwelle und 212 bhp (158 kW) – der größte und stärkste Serienwagenmotor weltweit.

## Produktion Hardtop Coupés, 1951–1954
| Baujahr | Modell               | Modell-Nr. | Motor               | Leistung bhp | Neupreis US$ | Produktion |
| ------- | -------------------- | ---------- | ------------------- | ------------ | ------------ | ---------- |
| 1951    | 250 / Mayfair        | 2401–2467  | 5359 cm³ (327 c.i.) | 150 / 155    | 3,166        | 1588       |
| 1952    | Mayfair              | 2531–2577  | 5359 cm³ (327 c.i.) | 150 / 155    | 3,293        | 5201       |
| 1953    | Mayfair              | 2631–2677  | 5359 cm³ (327 c.i.) | 180          | 3,268        | 5150       |
| 1954    | Clipper Super Panama | 5401–5467  | 5359 cm³ (327 c.i.) | 165          | 3,125        | 3618       |
| 1954    | Pacific              | 5431–5477  | 5884 cm³ (359 c.i.) | 212          | 3,827        | 1189       |

Produktionszahlen beziehen sich auf das Modelljahr; 1952: Mayfair und Convertible zusammen. 1954: Clipper Super Business Coupé und Panama zusammen.